# Sigy-en-Bray
Sigy-en-Bray é uma comuna francesa na região administrativa da Normandia, no departamento de Sena Marítimo. Estende-se por uma área de 27,74 km². Em 2010 a comuna tinha 516 habitantes (densidade: 18,6 hab./km²).